# Christoph Bonifacius Zang
Christoph Bonifacius Zang oder Christoph Bonifaz Zang (* 1772 in Frickenhausen am Main; † 10. September 1835 in Wien) war ein deutscher Wundarzt und Zeitgenosse von Kaiser Franz II.
Zang studierte Medizin an der Universität Wien und wurde dort zum Doctor der Chirurgie promoviert. Als k.k. Regimentsarzt erlangte er 1806 die chirurgische Professur am Josephinum (Wien). Er war Beisitzer der Militärsanitäts-Kommission. Auf eigenen Antrag trat er 1834 in den Ruhestand.
Seine mehrfach aufgelegte Darstellung blutiger heilkünstlerischer Operationen galt als wertvolles Handbuch. Ein Neudruck erschien 2011.

## Ehrungen
- k.k. Rat (1812)
- Dr. med. h. c. der Universität Würzburg (1812)

## Schriften
- Würdigung der von Herrn Professor Kern in Vorschlag gebrachten neuen Methode, Wunden zu heilen. Wien 1810.
- Darstellung blutiger heilkünstlerischer Operationen, als Leitfaden zu seinen akademischen Vorlesungen und für operative Heilkünstler. Wien 1813–1821, 4 Teile, 3. Auflage ebenda 1823.[1] (ital. von G. B. Manfredini, Modena 1820–1823)
- mit Jacques Coster, Jacques Lisfranc und Guillaume Dupuytren: Handbok i chirurgiska operationerna : med de nyaste operations-methoder af Lisfranc, Zang, Dupuytren, m. fl. Stockholm 1831.